# Serrano do Maranhão
Serrano do Maranhão é um município brasileiro do estado do Maranhão. Até 1994, a região fazia parte do município de Cururupu, e era denominada Povoado Serrano. Sua população é predominantemente rural.

## História
Antes de sua emancipação como município autônomo, era conhecido como apenas Serrano, ou Povoado Serrano, e é uma das vilas mais antigas do Estado do Maranhão, formado por lavradores, pescadores e quilombolas.
Em 10 de novembro de 1994, a Lei Estadual nº 6.192 criou município de Serrano do Maranhão, desmembrando-o do município de Cururupu.

### Quilombos
Apesar de a Constituição da República Federativa do Brasil de 1988 garantir a propriedade das terras aos habitantes dos quilombos (art. 68 do ADCT), várias comunidades do Maranhão, dentre elas remanescentes de Serrano do Maranhão, ainda lutam pelo seu direito, devido à exigência de demarcação com prévio laudo antropológico, entre outras formalidades burocráticas que perduram por mais de 25 anos. Assim, grande parte dos quilombolas ainda não possuem o título de propriedade de suas moradias e sítios de produção de subsistência.

## Geografia
Atualmente, o município é dividido em pequenos povoados. Dentre eles, podemos citar os seguintes: Mocal, Paraíso, Arapiranga, Boa Esperança, Portinho, Santa Filomena, Rosário, Deus-Bem-Sabe, Soledade, Cedro e Cardeal.
Na localidade ainda remanescem várias construções antigas, de taipa e pindoba, bem como de adobe, típicas de quilombolas.

### Demografia
Segundo o censo demográfico oficial do Instituto Brasileiro de Geografia e Estatística (IBGE), em 2010, a população total do município seria de 10 924 habitantes, sendo 6 702 na zona rural e 4 222 na urbana. Dessa forma, sua população é predominantemente rural (60%). O recenseamento anterior, em 2000, computou 9 120 habitantes.
Após o Censo do IBGE de 2022, verificou-se que a população do município de Serrano do Maranhão apresentava o total de 10 202 habitantes, com 58,5% se autoidentificando como pessoas pretas e 55,7% se autodeclarando quilombolas, o que faz deste o município do Brasil com a maior proporção de pessoas pretas.
Segundo o IBGE, a composição étnica ou racial da população do município é a seguinte:
| |         |
| \| Amarela \| 0,04 % \| \| Branca \| 2,72 % \| \| Indígena \| 0,05 % \| \| Parda \| 38,72 % \| \| Preta \| 58,48 % \| |         |
| Amarela | 0,04 %  |
| Branca | 2,72 %  |
| Indígena | 0,05 %  |
| Parda | 38,72 % |
| Preta | 58,48 % |

### Localização
Com área municipal de 1 207 km², o município de Serrano do Maranhão limita-se ao Norte com o município de Bacuri; a Leste com o município de Cururupu; a Oeste com os municípios de Bacuri e Turiaçu; e ao Sul com o município de Santa Helena. Situa-se a aproximadamente 45 quilômetros do mar, e a 30 quilômetros da cidade de Cururupu. Suas coordenadas são -45,12º e -1,85º.

## Organização Político-Administrativa
O Município de Serrano do Maranhão possui uma estrutura político-administrativa composta pelo Poder Executivo, chefiado por um Prefeito eleito por sufrágio universal, o qual é auxiliado diretamente por secretários municipais nomeados por ele, e pelo Poder Legislativo, institucionalizado pela Câmara Municipal de Serrano do Maranhão, órgão colegiado de representação dos munícipes que é composto por 9 vereadores também eleitos por sufrágio universal.

### Atuais autoridades municipais de Serrano do Maranhão
- Prefeita: Valdine de Castro Cunha "Val Cunha" - PL (2021/-)[13]
- Vice-prefeito: Jonatas - MDB (2024/-)[13]
- Presidente da Câmara: Wilton Abreu - PL (2023/-)[14]

### Corrupção endêmica
Em 07 de outubro de 2012, Hermínio Pereira Gomes Filho (Hermininho), então prefeito do município pelo PSDB, foi preso em flagrante por compra de votos. Segundo noticiado em maio de 2012, o Tribunal Regional Eleitoral interceptou 38 pessoas que viajaram 797 km de Belém (PA) a Serrano do Maranhão (MA) para transferir seus títulos de eleitor, em ônibus e carros supostamente fretados por Hermininho, afastado por improbidade administrativa em 2010. A Polícia Militar chegou a apreender dois ônibus em Serrano do Maranhão em frente à casa do então prefeito, Uaunis Rocha Rodrigues (Nanico), filho de Leocádio Olímpio Rodrigues, ex-prefeito também cassado por improbidade administrativa em 2010.
À época, Hermininho era presidente da Câmara dos Vereadores e havia assumido a prefeitura após o afastamento do prefeito em janeiro de 2010, Leocádio Olímpio Rodrigues, por supostos desvios de verbas; e do afastamento do vice-prefeito, Vagno Pereira, vulgo Banga, durante a operação do Departamento de Polícia Federal nomeada Rapina V, que investigou prefeitos maranhenses suspeitos de desvio de recursos públicos.
Em setembro de 2013, o Ministério Público Federal propôs nova ação de improbidade administrativa contra Leocádio Olimpio Rodrigues, por irregularidades na aplicação de recursos, no valor de R$ 105.503,05, de um convênio firmado com a Fundação Nacional de Saúde (Funasa), cujo objetivo era a construção de um sistema de abastecimento de água no município.
Em março de 2015, o município recebeu nota zero no índice de transparência pública em levantamento feito pela Controladoria-Geral da União (CGU), entre outras 18 cidades do Maranhão.
Em meados de 2018, o Ministério Público do Maranhão (MPMA) ajuizou Ação Civil Pública pelo cometimento de atos de improbidade administrativa em razão da nomeação de seis parentes do prefeito de Serrano do Maranhão, Jonhson Medeiros Rodrigues, o 'Maguila', o que configura nepotismo.  De acordo com o MPMA, o prefeito nomeou a esposa como secretária municipal de Assistência Social (Ozélia Soares Lopes), a irmã para o cargo de tesoureira (Márcia Regina de Jesus), a cunhada Ozana Soares Lopes para a diretoria do Hospital Municipal, além de, para outros cargos em comissão, outra cunhada (Karla Rafaela Sousa Costa), o primo Leocádio Olimpio Rodrigues Júnior e a sobrinha Jaciane Medeiro Rodrigues.
Leocádio Olímpio Rodrigues foi preso em 29/10/2018 por ter sido condenado a 13 anos e 4 meses de prisão pelo crime de apropriação ou desvio de bens e recursos públicos.

## Economia
Além da agropecuária, do pagamento de benefícios previdenciários e transferências de renda de assistência social, a economia do município é fortemente dependente do setor de serviços e dos recursos financeiros movidos pelo poder público. Assim, os repasses de verbas do Governo Federal desempenham um papel importante. Nos anos de 2011 e 2012, o município recebeu do Governo Federal a quantia de trinta milhões de reais sob repasses para as áreas de educação e saúde, fundo de participação dos municípios, programa Fome Zero, entre outras rubricas menores. Em 2010, a quantia foi de doze milhões.

## Infraestrutura

### Educação
Em 2007, possuía 33 escolas (158 professores) do ensino fundamental, 33 escolas (43 professores) da pré-escola e cinco escolas (33 docentes) do ensino médio. Na mesma data, 2 464 alunos encontravam-se matriculados no ensino fundamental, 771 na pré-escola e 452 no ensino médio.

### Saúde
Há um hospital no município, denominado "Nerides Rodrigues", mas a região é extremamente carente de médicos. Por tal razão, o Governo Federal, por meio do programa "Mais Médicos", contemplou a região com a possibilidade de contratar médicos estrangeiros, em sua maioria cubanos. No entanto, em 20 de setembro de 2013, foi noticiado que o Conselho Regional de Medicina (CRM) acionou a Justiça Federal devido aos médicos estrangeiros não possuírem registro no órgão, na tentativa de impedir que trabalhem no país. Em razão disso, o Governo Federal, por meio da edição da Medida Provisória 621/2013, permitiu a atuação dos médicos sem o registro no CRM.